# Quassia bidwillii
Quassia bidwillii är en bittervedsväxtart som först beskrevs av Joseph Dalton Hooker, och fick sitt nu gällande namn av Nooteboom. Quassia bidwillii ingår i släktet Quassia och familjen bittervedsväxter. Inga underarter finns listade i Catalogue of Life.